# Inno nazionale del Guatemala
L'inno nazionale del Guatemala è anche noto, dall'incipit, come Guatemala feliz. Il testo è stato scritto in lingua spagnola da José Joaquín Palma, mentre la musica è stata composta da Rafael Álvarez Ovalle. Il brano è stato adottato come inno nel 1897.

## Testo
¡Guatemala feliz...! que tus aras
no profane jamás el verdugo;
ni haya esclavos que laman el yugo
ni tiranos que escupan tu faz.
Si mañana tu suelo sagrado
lo amenaza invasión extranjera,
libre al viento tu hermosa bandera
a vencer o a morir llamará.
(Coro): Libre al viento tu hermosa bandera
a vencer o a morir llamará;
que tu pueblo con ánima fiera
antes muerto que esclavo será.
De tus viejas y duras cadenas
tu forjaste con mano iracunda
el arado que el suelo fecunda
y la espada que salva el honor.
Nuestros padres lucharon un día
encendidos en patrio ardimiento
y lograron sin choque sangriento
colocarte en un trono de amor.
(Coro): Y lograron sin choque sangriento
colocarte en un trono de amor,
que de Patria, en enérgico acento,
dieron vida al ideal redentor.
Es tu enseña pedazo de cielo
en que prende una nube su albura,
y ¡ay de aquel que con ciega locura,
sus colores pretenda manchar!
Pues tus hijos valientes y altivos,
que veneran la paz cual presea,
nunca esquivan la ruda pelea
si defienden su tierra y su hogar.
(Coro): Nunca esquivan la ruda pelea
si defienden su tierra y su hogar,
que es tan solo el honor su alma idea
y el altar de la Patria su altar.
Recostada en el Ande soberbio,
de dos mares al ruido sonoro,
bajo el ala de grana y de oro
te adormeces del bello quetzal.
Ave Indiana que vive en tu escudo,
paladión que protege tu suelo;
¡ojalá que remonte su vuelo,
más que el cóndor y el águila real!
(Coro): ¡Ojalá que remonte su vuelo,
más que el cóndor y el águila real,
y en sus alas levante hasta el cielo,
Guatemala, tu nombre inmortal!

### Traduzione
Guatemala felice ...! che i tuoi figli
mai siano profanati dal carnefice;
né ci siano schiavi che adulino il giogo
né tiranni che sputino la tua faccia.
Se domani il tuo suolo sacro
È minacciato da un'invasione straniera,
libera al vento la tua bella bandiera
a vincere o a morire chiamerà.
CORO
Libera al vento la tua bella bandiera
a vincere o a morire chiamerà;
che il tuo popolo con l'anima fiera
prima morto che schiavo sarà.
Dalle tue vecchie e dure catene
tu forgiasti con mano iraconda,
l'aratro che il suolo feconda
e la spada che salva l'onore.
I nostri padri combatterono un giorno
illuminati da patriottico ardimento,
e realizzarono senza la sanguinosa disputa
collocarti su un trono d'amore.
CORO
E realizzarono senza la sanguinosa disputa
collocarti su un trono d'amore,
che di patria in energico accento
diedero vita all'ideale redentore.
È la tua insegna (vessillo) un pezzo di cielo
In cui una nube prende il suo candore
e ahilùi! che con cieca follia
i tuoi colori osa macchiare.
Perché i tuoi figli valenti e fieri,
che venerano la pace quale gioia,
non schivano mai la ruta lotta
se difendono la propria terra e la propria casa.
CORO   
Non schivano mai la lotta
se difendono la propria terra e la propria casa,
che è solamente l'onore la propria anima idea
e l'altare della patria il proprio altare.
Giacente dall'Ande superba,
tra due mari al sibilo sonoro,
sotto l'ala scarlatta e d'oro
ti addormenti del bel Quetzal.
L'alato indiano che vive nel tuo scudo,
palladio che protegge il tuo suolo;
che spicchi il volo,
più del condor e l'aquila reale!
CORO   
Che spicchi il volo,
più del condor e l'aquila reale!
e tra le sue ali levi fino al cielo,
Guatemala, il tuo nome immortale!